# Jonah Matranga

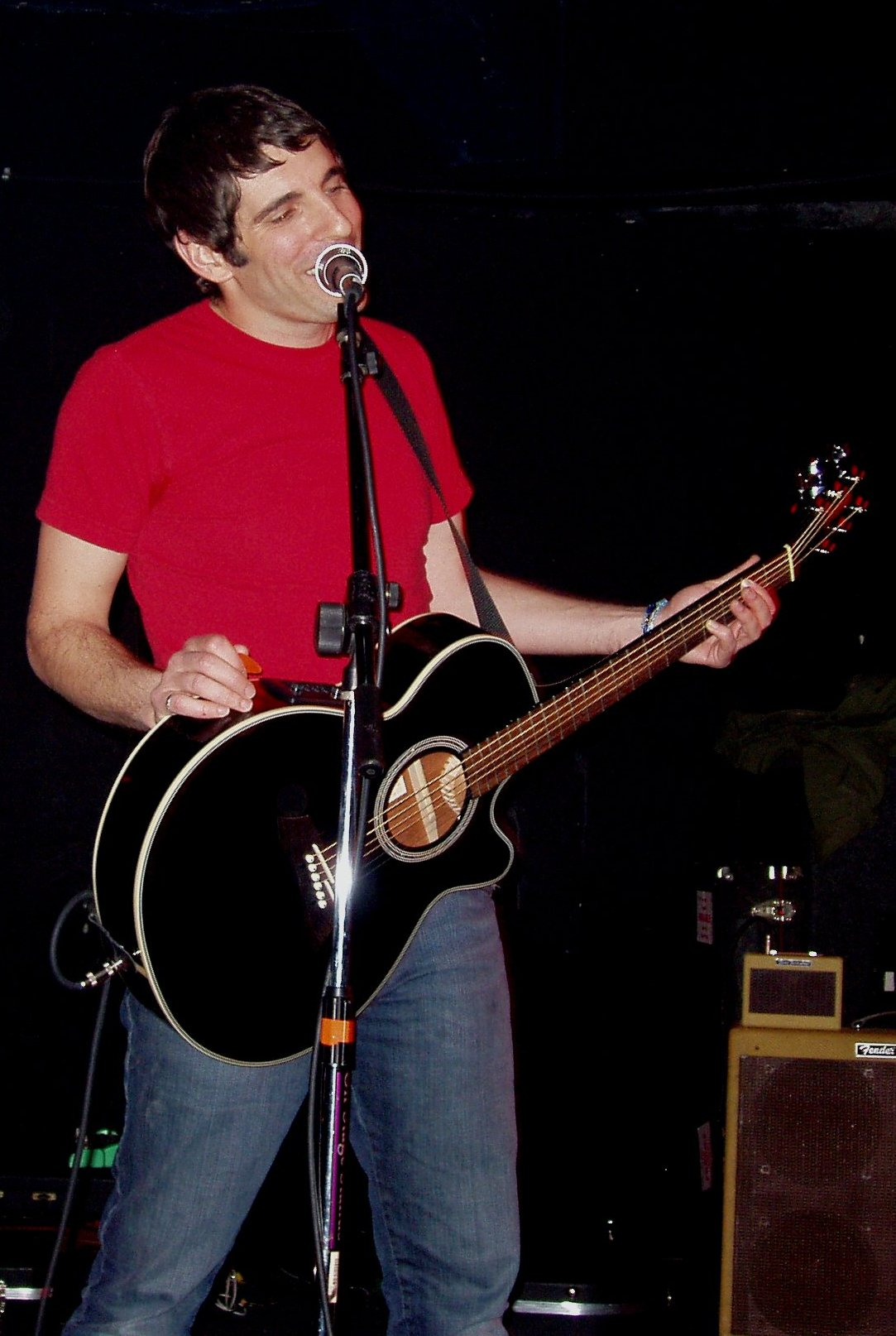
Jonah Matranga

Jonah Sonz Matranga (* 11. August 1969 in Massachusetts) ist ein US-amerikanischer Sänger und Gitarrist. Er war Begründer verschiedener Rockbands, die allesamt den Genres Emo bzw. Emocore zugeordnet werden.

## Karriere
Der aus Boston stammende Matranga war Kopf folgender Projekte:
- Far (1991–1998)
- New End Original oder NEO (2001–2002)
- onelinedrawing (1999–2004)

Das Soloprojekt onelinedrawing führt Matranga unter eigenem Namen fort.
Seine letzte Band trug den Namen Gratitude und veröffentlichte 2005 ihr Debütalbum bei Atlantic Records. Doch auch dieses Projekt erwies sich als nicht besonders langlebig: Ihre letzte Show spielten Gratitude am 23. November 2005 in Minneapolis. Danach trennte sich die Band "in Freundschaft".
Matranga war des Weiteren als Gast auf Thursdays War All The Time, auf der Deftones-Raritätensammlung B-Sides and Rarities, sowie Fort Minors The Rising Tied zu hören. Ebenso hat er einen Gastauftritt in dem Stück "The Instrumental" von Rapper Lupe Fiasco auf dessen Album "Food & Liquor" (2006), das von Linkin-Park-Mitglied Mike Shinoda produziert wurde.
Am 21. September 2007, veröffentlichte Jonah Matranga bei dem Label Arctic Rodeo Recordings sein Solodebüt namens "And" mit 11 neuen selbstgeschriebenen Songs. Aufgenommen wurde das Album im Studio von Labelkollege Ian Love.
Matranga lebt heute in San Francisco. Er hat eine Tochter, ist aber unverheiratet. Nach Selbstauskunft ist er großer Fan der Bands U2, Led Zeppelin und The Clash sowie des Regisseurs Martin Scorsese.

## Diskografie

### Solo
- 1994: Jonah Sonz Matranga – Songs I Hope My Mom Will Like
- 1998: Jonah Matranga – Jonah’s One-line Drawing
- 1999: onelinedrawing – Sketchy EP #1
- 2000: onelinedrawing – Sketchy EP #2
- 2000: onelinedrawing/Sense Field – Split
- 2001: onelinedrawing/Rival Schools – Split
- 2001: onelinedrawing – Always New Jan-Jun 2000
- 2002: onelinedrawing – Always New Jul-Dec 2000
- 2002: onelinedrawing – Visitor (Jade Tree)
- 2004: onelinedrawing – The Volunteers (Jade Tree)
- 2005: Jonah Matranga – There’s A Lot In Here (DVD)
- 2005: Jonah Matranga – Sketchy EP #3
- 2006: Jonah Matranga / Frank Turner Split
- 2006: Jonah Matranga – The Three Sketchys
- 2007: Jonah Matranga – And

### Mit Band
- 1991: Far – Sweat A River, Live No Lies
- 1992: Far – Listening Game (Rusty Nail Records)
- 1994: Far – Quick (Our Own Records)
- 1996: Far – Tin Cans With Strings To You (Epic/Immortal)
- 1997: Far – Soon EP (Epic/Immortal)
- 1998: Far – Water & Solutions (Epic/Immortal)
- 2001: New End Original – Thriller (Jade Tree)
- 2005: Gratitude – Gratitude (Atlantic)
- 2010: Far – at night we live (Vagrant)